# Dąb przy ul. Sióstr Misjonarek w Poznaniu
Dąb przy ul. Sióstr Misjonarek – pomnik przyrody, dąb szypułkowy, rosnący w centrum Moraska w Poznaniu, przy ul. Sióstr Misjonarek. Stanowi jeden z elementów parku pałacowego Von Treskowów na Morasku (sam pałac znajduje się obecnie w ruinie, stanowiąc własność prywatną – wstęp na ten teren jest wzbroniony).
Dąb został wycięty w kwietniu 2015 roku.
Dąb rośnie w środku założenia parkowego, będąc jego najstarszym (ponad 250 lat) elementem. Ma charakterystyczny pokrój – w dolnej części pień jest bardzo gruby, by na wysokości około trzech metrów gwałtownie się zwęzić. Jest to pozostałość po dawnej deformacji, kiedy to część pnia (lub konaru) odłamała się, pozostawiając dużą wyrwę. Mimo tego rozmiary drzewa są znaczące – 25 m wysokości i 518 cm obwodu. Drzewo wyraźnie góruje nad założeniem urbanistycznym Moraska i widoczne jest dobrze ze skłonów Góry Moraskiej. Dębowi towarzyszą inne znacznych rozmiarów drzewa: jesion wyniosły, lipa drobnolistna, wiąz szypułkowy, robinia akacjowa, klon zwyczajny i klon jawor. Przy ul. Sióstr Misjonarek rosną okazałe kasztanowce zwyczajne należące do największych w mieście i powiecie poznańskim.
W pobliżu znajdują się: rezerwat przyrody Meteoryt Morasko, zabytkowa aleja lipowa, głaz Franciszka Jaśkowiaka i przebiega szlak pieszy nr 3585.